# Munkagazdaságtan
A munkagazdaságtan a közgazdaságtan azon részterülete, amely a munkaerőpiacot és ezen piac jellemzőinek (így a béreknek, a foglalkoztatásnak és a munkanélküliségnek) az alakulását vizsgálja, elemzi és magyarázza.
A munkaerőpiac elemzésénél kétféle alapvető megközelítés létezik: a mikroökonómiai és a makroökonómiai megközelítés. Előbbi a munkaerőpiaci folyamatokat a piac résztvevőinek, a vállalatoknak és a háztartásoknak a haszonmaximalizáló döntésein keresztül modellezi, míg utóbbi ugyanezeket a folyamatokat más termelési tényezők és javak, valamint a pénz piacaival való összefüggéseikben vizsgálja. Sok közgazdász csak a mikroökonómiai megközelítést nevezi „munkagazdaságtan”-nak.

## A munkaerőpiac makroökonómiája
A munkaerőpiac makroökonómiai jellemzésére számos mutatószám szolgál. A legfontosabbak:
- Foglalkoztatottak száma
- Munkanélküliek száma
- Gazdaságilag aktívak száma (munkaerő-állomány)
- Gazdaságilag inaktívak száma
- Foglalkoztatási arány
- Munkanélküliségi ráta
- Aktivitási vagy részvételi (participációs) arány
- Átlagkeresetek
  - Bruttó nominális átlagkereset
  - Nettó nominális átlagkereset
  - Bruttó reál átlagkereset
  - Nettó reál átlagkereset

Ezen mutatószámok definícióját lásd a Munkaerőpiac szócikkben.
A makroökonómia fontos következtetése, hogy a foglalkoztatás általában együtt hullámzik a gazdaság teljesítményével (amit például a GDP segítségével mérhetünk). Ezt az állítást látszik igazolni, hogy a munkanélküliség mértéke a gazdasági válságok idején a legnagyobb.
Hasonlóan negatív kapcsolat lelhető fel a munkanélküliség és az infláció alakulása között. Ha felgyorsul az árak emelkedése, a bérek általában nem képesek lépést tartani ennek ütemével, így a reálbérek kisebbek lesznek, ami a munkanélküliség csökkenésével jár. A folyamat fordítva is lejátszódhat. (Fontos, hogy az áremelkedésnek fel kell gyorsulnia, tehát az előrejelezhető, egyenletes infláció önmagában nem eredményez kisebb munkanélküliséget.) Ez a „törvény” azonban messze nem teljesül minden esetben; jó ellenpéldája a stagfláció.

## A munkaerőpiac mikroökonómiája
A neoklasszikus mikroökonómia a munkaerőpiacot más javak piacaihoz hasonlóan vizsgálja. A piac eladói (kínálati) oldalán a háztartások, vevői (keresleti) oldalán a vállalatok állnak. Az úgynevezett alapmodell a munkaerőpiacot versenyzői piacnak tekinti, amely feltevés sok közgazdász szerint a valóságos életben is megállja a helyét, a vevők és az eladók viszonylag nagy száma miatt. Az alapmodell kiterjesztései ezzel szemben olyan helyzeteket elemeznek, amikor a tökéletes verseny egy–egy feltétele, többnyire az árelfogadó magatartás, illetve a piaci szereplők tökéletes informáltsága, nem teljesül.

### Alapmodell – kínálat
A munkaerő-kínálat alapmodellje a mikroökonómiai fogyasztáselmélet kétjószágos, indulókészletes modelljén alapszik. A modell feltevései:
- A háztartások racionális döntéshozók, akik az összes rendelkezésükre álló információ felhasználásával hasznosságuk maximalizálására törekszenek.
- A háztartásoknak két „jószág” mennyiségéről kell döntést hozniuk: a javakból történő fogyasztásukéról (C) és a szabadidejükéről (R). Hasznossági függvényük tehát {\displaystyle U(C,R)\,} alakú.
- A fogyasztás és a szabadidő is hasznos jószág, vagyis ha a háztartás növeli a fogyasztásának, illetve a szabadidejének a mennyiségét, az számára magasabb hasznosságot eredményez. Másképpen fogalmazva: az U függvény mindkét változója szerinti parciális deriváltja pozitív.
- A szabadidőt valamilyen időegységben, például órában mérjük.
- A szabadidő mennyiségileg korlátozott jószág, mert van egy természetes felső határa ({\displaystyle {\bar {T}}}). (Ha például a munkakínálati döntést egy hétre vizsgáljuk, akkor nem lehet 168 óránál többet tölteni szabadidővel, mert egy hét ennyi órából áll. Valójában persze ezt a 168 órát még az alvás, a munkába járás stb. ideje is csökkenti.) {\displaystyle {\bar {T}}} és a választott szabadidő-mennyiség különbsége a munkaidő (L), aminek a mennyiségét szintén órában mérjük.
- A szabadidő egységének ára a reál órabér (w, a továbbiakban csak „órabér”) – hiszen azzal, hogy egy órával több szabadidőt „vásárolunk”, lemondunk egy órányi munkáról. Az órabér ebben a modellben a háztartás számára exogén, vagyis adott, nem befolyásolható változó. Az órabér mértéke a ledolgozott munkaidőtől sem függ.
- A fogyasztás összetett jószág, vagyis több, különböző mértékegységekben mért jószágból tevődik össze; mértékegysége ezért a pénzegység, 1 forint.
- Ennek megfelelően a fogyasztásnak nincs „ára” sem, pontosabban az is 1 Ft-tal egyenlő.
- A háztartás indulókészletének összetétele:
  - szabadidőből a kiinduló mennyiség {\displaystyle {\bar {T}}};
  - fogyasztásból a kiinduló mennyiség a háztartás nem munkából származó jövedelme (M) – ez lehet például családi pótlék vagy örökség, de értéke természetesen 0 is lehet.

#### Optimum
A költségvetési korlát egyenlete azt mutatja meg, hogy a választott fogyasztás és a szabadidő együttes értéke egyenlő az indulókészlet értékével:

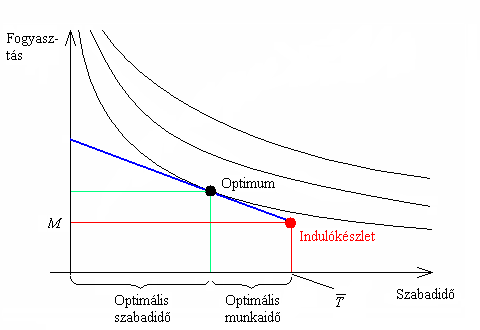
Optimális munkaerő-kínálati döntés

Az egyenletből R és C az ismeretlen: ezek értékét a háztartás úgy fogja megválasztani, hogy azzal az {\displaystyle U(C,R)\,} hasznossági függvény értékét maximalizálja.
A probléma egy derékszögű koordináta-rendszerben is ábrázolható: ekkor az egyik tengely a szabadidő, a másik a fogyasztás mennyiségét reprezentálja. A költségvetési korlát egy negatív meredekségű egyenes lesz, az úgynevezett közömbösségi görbék pedig a hasznossági függvény szintvonalai. Optimumot ott találunk, ahol egy közömbösségi görbe éppen érinti a költségvetési korlátot; ez ugyanis a korlát legnagyobb hasznosságú pontja. (Mivel a fogyasztás és a szabadidő is normál jószág, a hasznosság a koordináta-rendszerben jobbra és fölfelé haladva növekszik.) Az úgynevezett érintési feltétel, ha MRS a közömbösségi görbe meredeksége:
Vagyis a közömbösségi görbe meredeksége egyenlő a költségvetési korlát meredekségével (mínusz w-vel). Ha U R szerinti parciális deriváltját {\displaystyle MU_{R}\,}-rel, C szerinti parciális deriváltját pedig {\displaystyle MU_{C}\,}-vel jelöljük, akkor a differenciálszámítás szabályai szerint a feltétel ilyen alakba hozható:
A két oldalról a negatív előjelek természetesen elhagyhatók:
A továbbiakban az exogén tényezők (nem munkából származó jövedelem, bér, maximális szabadidő) változásának az optimumra gyakorolt hatását vizsgáljuk.

#### A nem munkából származó jövedelem megváltozása
A nem munkából származó jövedelem csökkenését valamilyen juttatás (például családi pótlék) csökkenése, egy, a jövedelemtől nem függő adó növekedése, vagy valamilyen fix költség (például munkába járás díja) emelkedése idézheti elő. M csökkenése „lejjebb” tolja a költségvetési korlátot, de annak meredekségét nem változtatja meg. Következménye így minden esetben a munkakínálat növekedése lesz.
Megfordítva is ugyanerre az eredményre jutunk: a nem munkából származó jövedelem növekedése a munkakínálat csökkenését idézi elő.

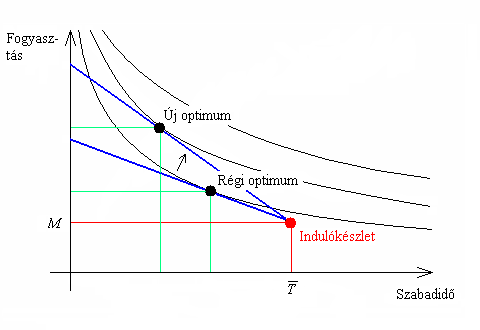
Az órabér növekedésének hatása az optimumra

#### Az órabér megváltozása
Az órabér (w) növekedését nemcsak a direkt béremelés, hanem például valamilyen jövedelemadó csökkentése is eredményezheti. Az órabéremelkedés a költségvetési korlát meredekségének megnövekedését, vagyis a korlát indulókészlet körüli elfordulását eredményezi. Az optimális munkaidőre gyakorolt hatása azonban nem egyértelmű: növelheti és csökkentheti is azt. A munkaidő megváltozásának előjele ebben az esetben attól függ, hogy a Slutsky-egyenletet alkotó két tényező: a bérnövekedéssel azonos irányú helyettesítési hatás és az ellentétes előjelű jövedelmi hatás közül melyik az erősebb. Az eredmény természetesen bércsökkenés esetén is hasonló, csak ott a költségvetési korlát az óramutató járásával ellentétes irányba fordul.

#### Az időkorlát megváltozása
Az időkorlát, {\displaystyle {\bar {T}}} növekedése azt jelenti, hogy a háztartás számára megnőtt a maximálisan választható szabadidő-, illetve munkaidő-mennyiség. Ennek tipikus esete például, ha a munkába való utazás ideje csökken.
Az időkorlát emelkedése azzal jár, hogy az optimális szabadidő és az optimális munkakínálat egyaránt növekedni fog. A keletkező „pluszidőt” tehát a háztartások megosztják a szabadidő és a munkaidő között. Az időkorlát csökkenése ezzel ellentétes hatást eredményez.

#### A munkakínálati görbe
A munkakínálati görbe vagy munkakínálati függvény egy egyén, egy csoport vagy a teljes munkaerőpiac által választott (kínált) munkaórák számát mutatja meg a bér függvényében. A görbét, lévén hogy egyfajta kínálati függvény, „fordítva” ábrázoljuk: a függőleges tengelyre kerül a bér, a vízszintesre pedig a munkaidő.
Empirikus tény, hogy az egyéni munkakínálati görbe „visszahajló”: magas bérszinteken negatív meredekségűvé válik. Ennek oka, hogy minél nagyobb a bér, annál erősebbé válik a bérváltozás jövedelmi hatása a helyettesítési hatással szemben, egészen addig, amíg a bérnövekedés már nem emeli, hanem csökkenti a munkakínálatot.
A piaci munkakínálati görbe azonban nem visszahajló, mert vannak olyan egyének, akik csak magas bérszinteken hajlandók egyáltalán munkát vállalni. Az ő belépésük ellensúlyozza az előbb említett tendenciát.

### Alapmodell – kereslet és egyensúly

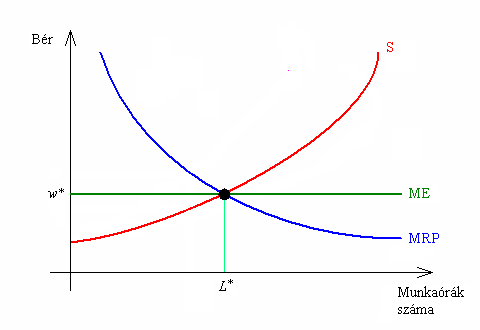
Munkapiaci egyensúly az alapmodellben

Mivel a munkaerő a vállalatok számára a termelési tényezők egyike, így a munkaerő-kereslet modellje a termeléselméletben használatos tényezőkeresleti modell speciális esetének tekinthető. Feltételezzük, hogy egy órányi pótlólagos munkaerő alkalmazása a vállalat számára pontosan kiszámítható bevétellel jár: ez a munkaerő határtermék-bevétele (MRP). MRP értelemszerűen a már „felhasznált” munkaórák számának csökkenő függvénye.
Mivel az alapmodellben a munkaerőpiacot versenyzői piacnak tekintjük, a vállalat csak a piacon kialakult egyensúlyi bérrel (w) szembesül, vagyis a bér számára is csupán exogén tényező, adottság.
Belátható, hogy a vállalat munkakeresleti függvénye éppen az MRP-vel lesz azonos. Ekkor az optimális vállalati foglalkoztatást az MRP-görbe és a konstans w egyenes metszéspontja határozza meg. Ugyanis w nem lesz más, mint a munkaerőre fordított határkiadás (ME), vagyis egy órányi pótlólagos munkaerő alkalmazásának költsége.
Ez az egyensúly Pareto-hatékony, mert a vállalatok minden olyan munkást alkalmazni fognak, akinek a számára a munkaideje kevesebbet ér, mint ugyanez a munkaidő a vállalat számára (MRP).

### Az alapmodell kiterjesztései

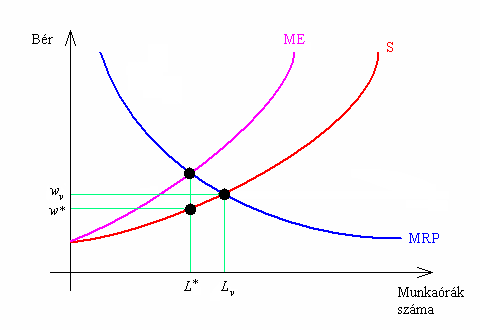
Munkapiaci egyensúly nem tökéletes verseny mellett. Összehasonlításképpen, a versenyzői piaci foglalkoztatást és bért L_{v} és w_{v} mutatja

#### Nem versenyző vállalatok
Ha a munkaerőpiac keresleti oldalán lévő vállalat(ok) nem árelfogadó(k), akkor nem egy konstans bérszinttel, hanem a növekvő piaci munkakínálati függvénnyel szembesül(nek). A határkiadási függvény (ME) pedig még a kínálati görbénél is meredekebb lesz, mert egy pótlólagos munkás alkalmazásakor nemcsak az ő – a korábban alkalmazott munkásokénál magasabb – bérét kell megfizetni, hanem a már foglalkoztatottak bérét is erre a szintre kell emelni.
Az egyensúlyi foglalkoztatás ismét az MRP és ME görbék metszéspontjában lesz. A vállalat(ok)nak azonban nem kell a metszésponthoz tartozó bért megfizetni; elegendő csupán a kínálati görbének az egyensúlyi foglalkoztatáshoz tartozó bérszintjét megállapítani. Ez a helyzet két szempontból is hátrányos a versenyzői piaci egyensúlyhoz képest:
1. Az alkalmazott háztartások nem kapják meg a munkaerejük határtermék-bevételét, vagyis amennyit az a vállalat(ok) számára ér (és nem kapják meg a versenypiaci bért sem).
2. Az egyensúly nem Pareto-hatékony, azaz vannak olyan munkások, akiket nem foglalkoztatnak, pedig az „társadalmi szempontból” előnyös lenne.

A nem versenyző munkakereslet legszélsőségesebb példája a monopszónium, amikor a munkaerő piacán csupán egyetlen vevő (vállalat) van jelen. Oligopszóniumról beszélünk, ha a vállalatok száma csekély, és azok nem tanúsítanak árelfogadó magatartást.

#### Szakszervezetek
A szakszervezetek a munkavállalók érdekvédelmi tömörülései. A bérre, illetve a foglalkoztatásra gyakorolt befolyásuk mértéke ágazatonként és országonként is változó. Akaratukat többnyire a vállalatok vezetésével vagy azok képviselőivel kötött kollektív szerződések révén érvényesítik. A kollektív szerződésben a jövőbeni bérekre vonatkozóan általában direkt megállapodások szerepelnek, míg az alkalmazotti létszám fenntartására, illetve növelésére a szakszervezetek többnyire indirekt eszközökkel (például elbocsátási tilalommal) törekszenek. Gyakori cél még a egészségügyi–munkavédelmi szabályok szigorítása is; előfordul, hogy közvetve ez is a foglalkoztatási szint fenntartását szolgálja.
A különböző ágazatokban, illetve országokban működő szakszervezetek céljai között jelentős eltérések figyelhetők meg, különösen a foglalkoztatás tekintetében. Magyarországon, ellentétben számos nyugati szakszervezettel, a cél többnyire csak a meglévő dolgozók munkaviszonyának biztosítása, az ágazathoz tartozó munkanélküliek helyzetével a szakszervezet nem foglalkozik.

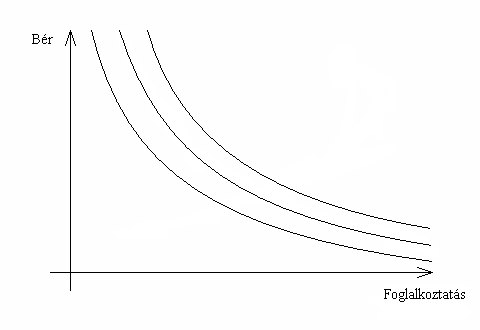
Példa szakszervezeti közömbösségi görbékre

A munkagazdaságtan szakszervezeti modelljeiben gyakran jelenik meg a „szakszervezeti hasznossági függvény” koncepciója. Ez egy olyan függvény, amely a szakszervezet preferenciáit tükrözi a bér és foglalkoztatás különböző kombinációira vonatkozóan. A hasznossági függvény szintvonalait ábrázolva a bér–foglalkoztatás koordináta-rendszerben úgynevezett „szakszervezeti közömbösségi görbék” vehetők fel. Egy ilyen közömbösségi görbén olyan bér–foglalkoztatás kombinációk találhatóak, amelyek a szakszervezet számára egymáshoz képest közömbösek.
A kollektív szerződések megkötése előtti alkudozás során a szakszervezetek fontos eszköze a sztrájk. Ennek elhúzódása mind a dolgozók, mind a vállalat számára hátránnyal jár, így a két fél egymástól kezdetben távol álló ajánlatait közelítheti egymáshoz.
A szakszervezetek mozgásterét jelentős mértékben korlátozhatja tárgyalási pozíciójuk vagy a sztrájkok törvényi korlátozása, illetve a munkaerő-kereslet magas bérrugalmassága, ami lényegében azt jelenti, hogy a vállalat már kis bérnövekedésre is az alkalmazotti létszám drasztikus csökkentésével reagál.
A szakszervezeti tevékenység a társadalmi haladás egyik kelléke, épp ezért az össztársadalmi hatása erősen vitatott. A szakszervezeti tagsággal rendelkező vállalat szervezett  dolgozói által az elvégzett munka értékéhez közelítő, kialkudott magasabb bér általában a nem szervezett dolgozókra is átterjed. Ugyanakkor a bérnövekedést – különösen a nem szervezettek körében – a foglalkoztatottság csökkenése, valamint  makrogazdasági szinten a fogyasztói árak emelkedése is kísérheti.

#### Állami beavatkozás
A munkaerőpiacra gyakorolt állami beavatkozás legjelentősebb formái a minimálbér, az állami alkalmazottak bérének megállapítása, valamint a munkanélküliek segélyezése.
A minimálbér a fejlett világ legtöbb országában, így Magyarországon is létező fogalom. Célja a legrászorultabb dolgozók megsegítése, a „minimális jövedelemhez való jog” biztosítása. Társadalmi hatásai a szakszervezetekhez hasonlóan erősen vitatottak a közgazdászok körében. A minimálbér növelheti az árakat, a munkanélküliséget és a feketegazdaságban dolgozók számát. Bizonyos helyzetekben azonban, így például a már említett monopszónium esetében, furcsa módon akár foglalkoztatásnövelő hatása is lehet.
Az állami alkalmazottak bérét az állam a saját bevételeiből, mindenekelőtt az adókból fedezi. Az államnak mint foglalkoztatónak nem fűződik olyan szoros érdeke a béreknek a lehető legalacsonyabb szinten tartásához, mint a magánvállalatoknak, akik számára a bér a legjelentősebb profitcsökkentő tényező. Így nem csoda, hogy Európa számos országában – köztük Magyarországon – az állami alkalmazottak átlagbére meghaladja a magánalkalmazottakét (bár ez természetesen az állam és a magánszféra által kínált eltérő munkakörök szubjektív megítélésének is köszönhető). Az állami bérek emelésének hatásai a szakszervezeti béremelés következményeihez hasonlíthatók; a „nem szervezett szektor” szerepét itt a magánszféra tölti be.
A munkanélküli-segélyezés a 20. század első feléig a szakszervezetek tevékenységének számított, mára ezt a feladatot az állam vette át. A munkanélküli-segély egyik alapvető funkciójának nevezhetjük, hogy pénzzel segíti a munkanélkülit a legjobb állásajánlat megkeresésében. (Erre utal új magyar neve is: álláskeresési támogatás.) Másfelől a segély egyfajta biztosításként is felfogható: a dolgozók kockázatkerülő döntéshozók, ezért szívesen finanszíroznak egy olyan rendszert, amely pénzt juttat a számukra, ha munkanélkülivé válnak. Így ugyanis a jövőbeni bérük biztos egyenértéke magasabb. A munkanélküli-segélyezés valószínűleg sohasem lesz magánbiztosítók által folytatott tevékenység, mert a hagyományos biztosításoktól több tulajdonságában is eltér:
- erkölcsi kockázattal bír, vagyis megvan az esély arra, hogy a biztosított maga idézi elő a káreseményt (önmaga munkanélkülivé válását);
- nagy a valószínűsége a kontraszelekciónak (a munkanélküliség által legkevésbé fenyegetett dolgozók nem kötnek biztosítást, ami a rendszer pénzügyi összeomlását eredményezheti);
- a káresemények korrelációt mutatnak, azaz egyszerre sokan válhatnak munkanélkülivé, ami szintén pénzügyi összeomlással fenyegetne egy magánbiztosítót.

#### Emberi tőke elmélet
Az emberi tőke elmélet (human capital theory) elutasítja az alapmodellnek azt a feltevését, hogy a munkavállalók homogén tömegnek tekinthetők, akik csak a piacon kínált munkaerejük mennyiségében különböznek egymástól. Az elmélet szerint egy munkás munkatermelékenysége (vagyis végső soron a határtermék-bevétele) az általa felhalmozott emberi (szellemi) tőke mennyiségétől függ. Az emberi tőke felhalmozása tanulás segítségével történik.
Az emberi tőke elmélet modellje szerint a munkavállalók először tanulnak valahány évig, aztán kilépnek a munkaerőpiacra, és a termelékenységüknek (tehát közvetve az általuk felhalmozott emberi tőkének) megfelelő javadalmazást kapják. Egy évi továbbtanulás hozama az ezalatt az egy év alatt megszerzett emberi tőkéből eredő pluszbértömeg, míg ugyanezen tanulás költségeit az oktatás közvetlen költségei (például tandíj), valamint a korábbi emberi tőkeszinthez tartozó bér (amiről lemondtunk a továbbtanulással) adják. Ha a munkavállalók racionális döntéshozók, addig fognak tanulni, amíg a fent említett hozam kisebb nem lesz, mint a költség.
A modell feltételezi, hogy ugyanannyi tanulás után minden munkás ugyanazokkal a hozamokkal és költségekkel szembesül. Azt, hogy mégsem egyenlő ideig tanulunk, az emberi tőke elmélet azzal magyarázza, hogy a jövőbeli hozamokat és költségeket más megtérülési rátával vesszük figyelembe. A szegények, valamint a rosszabb képességűek megtérülési rátája alacsonyabb, mint a gazdagabbaké és a jobb képességűeké. Így az előbb említett csoportok kevesebb ideig fognak tanulni és előbb vállalnak munkát, mint az utóbbiak.

#### Bizonytalanság és nemtökéletes információ
A modern munkagazdaságtan számos modellben veti el az alapmodell egyik legirreálisabb feltevését, a munkaerőpiac mindkét oldalának tökéletes informáltságát. Ezen modellek közül a legfontosabbakat tekintjük át.

##### Keresési modell
Az úgynevezett álláskeresési modellben a piacon nincs egyensúlyi bér, hanem a vállalatok bérajánlatai valamilyen eloszlást követnek. A modell középpontjában az állást kereső munkanélküli áll, aki saját hasznosságát maximalizálva dönt arról, hogy egy megismert bérajánlatot (w0) elfogadjon, vagy tovább keressen egy kedvezőbb ajánlat után. A munkanélküli az ajánlatok eloszlását és a további keresés közvetlen költségét ismeri. (A keresés közvetett költségének az elutasított ajánlatot, w0-t tekintjük.)
Belátható, hogy a keresés hossza a közvetlen költségekkel fordítottan arányos; vagyis a munkanélküli gyorsabban áll le a kereséssel, ha az álláskeresés több ráfordítást igényel. A modellnek ezt a következtetését a magyarországi adatok nem igazolták: a munkanélküli-segélyezés szigorítása nem növelte érdemben a munkanélküliek elhelyezkedését.

##### Diszkrimináció és jelzésmodellek
A vállalatok számára nagy gondot jelent, hogy olyan munkásokat vegyenek föl, akiknek magas a termelékenysége. Ha feltételezzük, hogy a vállalat nem tudja megállapítani egy elébe kerülő tetszőleges álláskereső termelékenységét, csak bizonyos csoportok (például férfiak–nők, fehér bőrűek–színes bőrűek) átlagos termelékenységét (vagy termelékenységének eloszlását) ismeri, akkor a vállalat számára racionális döntés a diszkrimináció, vagyis olyan munkás felvétele, aki a magasabb átlagtermelékenységű csoportba tartozik.
Az álláskeresők a diszkrimináció ellen úgy védekezhetnek, hogy valamilyen jelzést adnak a vállalat számára arról, hogy a termelékenységük magas. Ilyen jelzés lehet például a tanulás, amely egyrészt közvetlenül növeli a termelékenységet (lásd emberi tőke elmélet), másrészt biztosítékot ad a munkás jó képességeiről: csak az tanul hosszú ideig, akinek ez kis költséggel jár, vagyis akinek a képességei jók. Ez a fajta jelzésmodell Spence-modell néven ismert, mert a megalkotása Michael Spence amerikai közgazdász nevéhez fűződik.

##### Ösztönző szerződések
Az ösztönző szerződések modellje nem az munkakeresőkre, hanem a már állással rendelkező munkásokra koncentrál. Egy munkás termelékenysége két tényezőtől függ:
- a munkás által kifejtett erőfeszítéstől, és
- külső körülményektől, mint például az időjárás, a közúti forgalom vagy a vállalat által kínált javak piacának változásai.

A vállalat önmagában sem az erőfeszítést, sem pedig a külső körülményeket nem tudja megfigyelni (vagy azok megfigyelése túlságosan költséges lenne a számára), csak a kettő együttes hatására kialakuló teljesítményt (termelékenységet, határtermék-bevételt). Célja, hogy az általa fizetett bér segítségével a munkást minél nagyobb erőfeszítésre ösztönözze. Kétféle megoldás kínálkozik a vállalat számára: a teljesítmény alapján bérezni, vagy pedig fix juttatást fizetni.
Teljesítményalapú bérezésnél a munkást az erőfeszítésén kívül olyasmi miatt is büntetjük, illetve jutalmazzuk (a helyzettől függően), amit nem képes befolyásolni. A probléma megoldható, ha létezik olyan tényező (például a piaci változások esetén az értékesítés alakulása vagy az időjárás esetén a hőmérsékleté), aminek a segítségével meglehetősen jól becsülhetjük a külső körülmények változását. Ekkor a teljesítmény kisebb–nagyobb mértékben „megtisztítható” a külső körülmények hatásától. Olyan helyzetekben, ahol nem áll rendelkezésre jó becslő tényező, mint például a már említett közúti forgalom esetében, nem szerencsés a teljesítményalapú szerződések alkalmazása.
Fix bérezésnél a munkást az elbocsátással való fenyegetés kényszerítheti arra, hogy erőfeszítést fejtsen ki. Ezt a modellt a hatékony bérek modelljének is nevezzük. A vállalat bizonyos időközönként ellenőrzi a munkás erőfeszítését, és ha úgy találja, hogy nem elég tevékeny, elbocsátja. A fenyegetés azonban csak akkor hatékony, ha a munkaerőpiacon nem teljes a foglalkoztatottság, mert ellenkező esetben a munkás úgyis talál állást máshol. A foglalkoztatottság akkor nem lesz teljes, ha a vállalatok a határtermék-bevételnél magasabb béreket fizetnek. A hatékony bérek modelljében tehát az erőfeszítésért cserébe a munkásoknak a határtermék-bevételüknél magasabb fix bért kell fizetni.

## Kritika
Sokan úgy vélik, hogy a munkaerőpiac tisztán racionális, haszonmaximalizáló döntéseken alapuló modellezése nem veszi figyelembe, hogy az emberi, személyes kapcsolatok ezen a területen különösen meghatározóak, úgy a munkavállalók, mint a munkaadók számára. Ha egy munkanélkülinek jó személyes kapcsolatai vannak egy vállalatnál, szívesebben helyezkedik el itt, még akkor is, ha a bérek tekintetében nem a legkedvezőbb helyet választja.
Hasonlóan jelentős szerepe van a munkapiaci döntéseknél a béren kívüli juttatásoknak (például prémiumok, munkahelyi étkeztetés), amelyek sok esetben nem is pénzben kerülnek kifizetésre, valamint a munkakörülményeknek. Ezek nem vagy csak korlátozott módon építhetők be a munkagazdaságtan modelljeibe.
Általánosságban a munkagazdaságtan kritikusai úgy gondolják, hogy ez a tudomány túlzottan is leegyszerűsíti a – különösen a munkavállalói oldalon – rendkívül összetett, többnyire nem racionális számításokon alapuló, mint inkább az érzelmek által befolyásolt munkapiaci döntéseket.
A munkagazdaságtan emellett legtöbbször nem veszi figyelembe a modern társadalmakban is jelen lévő ingyenmunkát, főleg azért, mert ez a munkafajta nagyon nehezen mérhető összgazdasági szinten. Ez a tényező jelentős mértékben torzíthatja a munkagazdaságtani modellek következtetéseit.